# Taracus spinosus
Taracus spinosus is een hooiwagen uit de familie Sabaconidae.